# Vale de Aridane
O Vale de Aridane é uma região situada na face ocidental da ilha de La Palma, nas Canárias.
É limitado ao norte pelo pico El Time, e ao sul pelas escoadas de lava do vulcão de San Juan, e pela cumieira da Cumbre Vieja a leste. É um fértil vale agrícola, onde se destacam os bananais culturas de abacateiras. As chuvas são abundantes, favorecendo o cultivo de espécies de regadio.[carece de fontes?]
Esta região, assim como a vizinha Caldeira de Taburiente, foi formada por um colapso lateral, há cerca de 500 mil anos.
No século XX, chegou a estar planeada a transferência do aeroporto de La Palma de Buenavista para o Vale de Aridane, o que foi impedido, na década de 1950, pela proximidade da Caldeira de Taburiente, considerada o principal atrativo turístico da ilha.
Aqui encontra-se o Monumento Natural dos Vulcões de Aridane, formado pelos cones da Montanha de Argual (320 m), Montanha de Triana (363 m), Montanha de La Laguna (342 m) e Montanha de Todoque (349 m), que se dispõem de forma perfeita num alinhamento paralelo à costa do Vale de Aridane, constituindo no seu conjunto elementos paisagísticos representativos da ilha, e um marco de referência territorial de qualidades estéticas e panorâmicas únicas no cenário de Aridane. Os quatro cones são uma mostra de vulcanismo quaternário numa zona totalmente transformada pela atividade humana.
Atualmente o vale está dividido nos municípios de Los Llanos de Aridane, El Paso e Tazacorte.[carece de fontes?]